# Carl Ferdinand Howard Henry
Carl Ferdinand Howard Henry (* 22. Januar 1913 in Watertown, Long Island, New York; † 7. Dezember 2003 in Watertown, Wisconsin, USA) war ein US-amerikanischer Baptistenpastor, Hochschullehrer für Religionsphilosophie und Theologie, Autor und Herausgeber wichtiger evangelikaler Schriften und Mitbegründer evangelikaler Institutionen wie Fuller Theological Seminary und Christianity Today.

## Leben
Carl F. H. Henry war ein Sohn deutscher Einwanderer, des nominellen Lutheraners Karl F. Heinrich und der Katholikin Johanna, geborene Vaethroeder. Er wurde in einer Episkopalkirche getauft, konfirmiert und die Familie besuchte manchmal eine Methodistenkirche. Er wurde zuerst Journalist und bereits 1933 Herausgeber des Smithtown Star im Suffolk County. Durch den befreundeten Evangelisten Gene Bedford fand er am 10. Juni 1933 Zugang zu einem persönlichen Glauben an Jesus Christus. Er studierte ab 1935 am Wheaton College, wo er einen Bachelor und Master erhielt. Er studierte weiter am Northern Baptist Theological Seminary und an der Boston University, wo er 1941 und 1949 einen Doktortitel in Theologie und Philosophie erwarb. Dort wurde er am stärksten vom Denken der Philosophen und Theologen Gordon Haddon Clark (1902–1985) und Edgar Sheffield Brightman (1884–1953) beeinflusst. 1941 wurde er in der Northern Baptist Convention als Pastor ordiniert. Seit 1942 lehrte er an verschiedene Universitäten bis ins hohe Alter, so 1969 bis 1974 am Eastern Baptist Seminary und 1974 bis 1987 bei World Vision International. Am Trinity Evangelical Divinity School in Deerfield, Illinois, nahm er zusammen mit dem Dekan Kenneth Kantzer eine führende Rolle ein und war ab 1971 als Gastlehrer tätig. Er unterrichtete vor allem Philosophie, Ethik und Systematische Theologie.
1942 war Henry Mitbegründer der National Association of Evangelicals, wo er die Buchreihe United Evangelical Action herausgab. Er war auch Mitbegründer, Lehrer und Dekan des Fuller Theological Seminary, das 1947 seinen Betrieb im kalifornischen Pasadena aufnahm. Dort unterrichtete er Religionsphilosophie und Theologie. Zeitgleich publizierte er The Uneasy Conscience of Modern Fundamentalism (deutsch: Das unbequeme Gewissen des modernen Fundamentalismus). Mit Billy Graham und Harold John Ockenga gehörte er in der Nachkriegszeit zu den Führungspersonen der wachsenden evangelikalen Bewegung Nordamerikas. Mit Unterstützung Billy Grahams wurde er 1956 Gründer und Leiter von Christianity Today. Er war Herausgeber dieser Zeitschrift bis 1968, die dann zu einem der wichtigsten christlichen Magazine geworden war. In dieser Zeit wurde er auch Sonntagsschullehrer und Chordirigent der Capitol Hill Baptist Church, einer Kirche in Washington, D.C., die zu der Southern Baptist Convention gehörte.
1959 gründete er die Evangelical Theological Society und 1967 das Institute for Advanced Christian Studies (deutsch: Institut für weiterführende christliche Studien). 1966 war er im Vorstand des Berliner Kongresses für Weltevangelisation, danach ein wichtiger Vorbereiter der Lausanner Bewegung, die 1974 in Lausanne standfand. 1978 beteiligte er sich an der Chicago Statement on Biblical Inerrancy (deutsch: Chicago-Erklärung für biblische Irrtumslosigkeit). Um 1990 nahm er Einsitz im Vorstand von Prison Fellowship Ministries. Er schrieb 1976 bis 1983 sechs Bände mit dem Titel God, Revelation, and Authority (deutsch: Gott, Offenbarung und Autorität), die weithin Beachtung fanden. Insgesamt publizierte er 40 über Bücher und zahlreiche Artikel und Predigten.
Henry erhielt in seinem Leben vier Ehrendoktortitel und lehrte zuletzt weltweit an verschiedenen theologischen Seminaren wie Asian Center for Theological Studies and Missions, Bethel Theological Seminary, Christian Theological Seminary, Columbia Bible College, Denver Conservative Baptist Seminary, Gordon Divinity School, Hillsdale College, Hong Kong Baptist College, Latin American Theological Seminary, Soong Sil University, The Southern Baptist Theological Seminary und Winona Lake Summer School of Theology.
Henry starb im Jahr 2003 im Alter von 90 Jahren, seine Frau Helga, mit der er auch zusammengearbeitet hatte, verschied nur kurze Zeit darauf.

## Familie
1935 lernte Henry Helga Bender, eine Tochter von Baptistenmissionaren, am Wheaton College kennen. Sie heirateten 1940 und waren bis zum Tod 2003 63 Jahre verheiratet. Sie hatten einen Sohn, Paul B. Henry, der Kongressabgeordneter von Michigan wurde und 1993 an den Folgen eines Gehirntumors starb, eine Tochter namens Carol und vier Enkelkinder.

## Lehre
Henry war ein ausgebildeter Baptistenpastor und Seelsorger, aber er trat vor allem als theologischer Lehrer und Intellektueller in Erscheinung, der nach dem Zweiten Weltkrieg zusammen mit Billy Graham und Harold John Ockenga die evangelikale Bewegung in den USA maßgeblich modernisierte und mitprägte. Während Graham das Aushängeschild war, wurde Henry als Hirn und Stratege der Bewegung bezeichnet. Seine Interessen, sein Wissen und seine Äußerungen waren äußerst breit gefächert, so machte er qualifizierte Aussagen zur Philosophie, Ethik, Theologie, Homiletik, Kirchengeschichte, Missiologie, Apologetik, Evangelisation, Seelsorge, Psychologie und Soziologie. Er trat sowohl als theologischer Lehrer, Journalist und als Evangelist in Erscheinung, weil er niemandem das Evangelium von Jesus Christus vorenthalten wollte.
In seinem Werk God, Revelation, and Authority, erschienen von 1976 bis 1983, vertrat er die uneingeschränkte Autorität der Bibel für den Glauben und das Leben der Menschen. Das stehe dem relativierenden modernen Denken des Westens diametral gegenüber, das endgültige Wahrheiten infrage stelle oder gar ablehne. Metaphysische Theologie und Philosophie im Sinn von Thomas von Aquin, Immanuel Kant, Friedrich Nietzsche und auch von Karl Barth könnten keine guten Alternativen sein, und er lehnte sie als weitgehend unbiblische Ideologien ab. Er vertrat die Ansicht, dass Theologie mit Gottes Offenbarung an den Menschen beginnen müsse.
Als amerikanischer Patriot wünschte er sich nicht nur Wohlstand und eine gute Regierungsführung, sondern ein geistliches Erwachen der Nation im Sinne der biblischen Werte, die die Pilgerväter und Gründergeneration gelebt, vertreten und weitergegeben hätten. Theologie dürfe nie zum Selbstzweck werden, sondern müsse immer mit der konkreten Verkündigung des Evangeliums einhergehen. Daher seien gute Theologen in Wahrheit Evangelisten und Evangelisten die besten Theologen. Eine tragende Ethik orientiere sich zwingend an der Bibel, da sie sonst zu einer zwar mitleidsvollen, aber letztlich schwachen Moral verkomme. Er engagierte sich zudem auch persönlich bei konkreten sozialen Fragen und Problemen, weil auch Gott beides sei, ein Gott der Rechtfertigung und der Gerechtigkeit (englisch: God is both the God of justice and justification). Daher trat er entschieden Rassismus, Ausbeutung und Korruption entgegen und setzte sich für Menschenrechte, Bürgerrechte und Religionsfreiheit ein. Obwohl er politisch eher konservativ gesinnt war, ließ er sich nicht von republikanischen Politikern und Unternehmern vereinnahmen, was ihn 1968 die Stelle bei Christianity Today kostete.

## Schriften (Auswahl)
- The Uneasy Conscience of Modern Fundamentalism. B. Eerdmans Publishing Company, Grand Rapids 1947.
- Christian Countermoves in a Decadent Culture.
- Christian Personal Ethics. 1957.
- Aspects of Christian Social Ethics. 1964.
- The New Image of Man. Sermon, Trinity Evangelical Divinity School’s Alumni Institute, Deerfield 1976.
- God, Revelation, and Authority. 6 Bände, Work Books, Waco 1976–1983.
  - Volume 1: God Who Speaks and Shows: Preliminary Considerations. Crossway, 1999 (E-Book: ISBN 978-1-4335-7108-4).
  - Volume 2: God Who Speaks and Shows: Fifteen Theses. Crossway.
  - Volume 3: God Who Speaks and Shows: Fifteen Theses, Part Two. Crossway.
  - Volume 4: God Who Speaks and Shows: Fifteen Theses, Part Three. Crossway.
  - Volume 5: God Who Stands and Stays: Part One. Crossway, 1999, ISBN 1-4335-3174-7.
  - Volume 6: God Who Stands and Stays: Part Two. Crossway.
- The Christian Mindset in a Secular Society. 1984.
- Christian Countermoves in a Decadent Culture. 1986.
- Confession of a Theologian. An Autobiography. Word Books, Waco 1986.
- The Neo-Paganism: Life Without the Emmanuel Factor. Sermon, Southern Baptist Convention Pastor’s Conference, St. Louis 1987.
- Relating Man in the Image of God to the Health Sciences. Sermon, Christian Medical Society, Gordon College, Wenham 1988.
- Twilight of a Great Civilization: The Drift Towards Neo-Paganism. 1988.
- Evangelicals: Who They Are and What They Believe. Lecture, Evangelical Affirmations Conference, Trinity Evangelical Divinity School, Deerfield 1989.
- Mit Kenneth Kantzer: Turning Points in the History of Evangelicalism, 1945–1990. Lecture, Christian Thought Lectures, Trinity Evangelical Divinity School, Deerfield 1991.
- Mit Kenneth Kantzer und D. A. Carson: Evangelicalism: Past, Present, Future. Lecture, Christian Thought Lectures, Trinity Evangelical Divinity School, Deerfield 1991.
- Gods of This Age or the God of the Ages? 1994.
- Has Democracy Had Its Day? 1996.
- Architect of Evangelicalism. Essential Essays of Carl F. H. Henry. Lexham Press, 2019, ISBN 978-1-68359-336-2.